# Stichopogon modestus
Stichopogon modestus là một loài ruồi trong họ Asilidae. Stichopogon modestus được Lehr miêu tả năm 1975. Loài này phân bố ở vùng Cổ Bắc giới.